# 西村清雄
西村 清雄（にしむら すがお、明治4年2月13日（1871年4月2日） - 昭和39年（1964年）12月25日）は日本の教育者。日本人の創作賛美歌の有名な古典「山路こえて」を作詞したクリスチャン。松山名誉市民第3号。
祖父は幕末の松山を代表する歌人西村清臣。叔父は道後村村長で道後温泉本館を建てた伊佐庭如矢。

## 生涯
1871年（明治4年）、愛媛県松山市北京町に伊予松山藩士の長男として生まれる。1885年（明治18年）、愛媛県第一中学校（後の松山中学校、現愛媛県立松山東高等学校）へ入学するが、翌年、廃校。この頃、カトリック教会の洗礼を受けた。
1888年（明治21年）、大阪で英語を学び、大阪基督教会で宮川経輝の教えを受けプロテスタントの信仰を持つ。
1890年（明治23年）に松山に帰郷すると、松山教会の教会員になる。宣教師のコーネリア・ジャドソン（ジャジソン）の夜学校の設立に協力して、「普通夜学会」を開いた。
1892年（明治25年）、21歳で「普通夜学会」初代校長となる。その後、1894年11月 「松山夜学校」（後の松山学院高等学校）と改称し、勤労青年の教育と伝道に没頭する。
1903年（明治37年）に作った創作賛美歌「山路こえて」が明治版讃美歌に採用されて、ポピュラーな日本人創作讃美歌の古典となった。
1952年（昭和27年）に賛美歌を作った法華津峠に記念の歌碑が立てられた。
1945年（昭和20年）からは松山東雲中学校・高等学校の校長となり、1953年（昭和28年）に引退する。後に、愛媛県教育文化賞などを受章している。
1962年（昭和37年）には松山市名誉市民になる。